# 風船恐怖症
風船恐怖症（ふうせんきょうふしょう、英: Globophobia）とは、風船に対する恐怖症。風船が割れる音が恐怖の原因として考えられている。
一般的に、風船恐怖症の患者は風船が割れるのではないかという恐怖から風船に触れたり近くに寄ったりすることを拒む。
また、その恐怖症を持つ人が最も恐る組み合わせは、幼い子供が風船をもっているシチュエーションである。ただし、これは空気が入っているゴム風船であることが多く、水風船やビニールの風船は恐怖心を抱かないことが多い。